# Gymnoscelis buruensis
Gymnoscelis buruensis är en fjärilsart som beskrevs av Louis Beethoven Prout 1958. Gymnoscelis buruensis ingår i släktet Gymnoscelis och familjen mätare. Inga underarter finns listade i Catalogue of Life.